# George Abel
Pour les articles homonymes, voir Abel (homonymie).
George Gordon Abel (né le 23 février 1916 à Melville (Saskatchewan), mort le 16 avril 1996 dans la même ville) est un joueur canadien de hockey sur glace.

## Carrière
George Abel vient d'une famille de joueurs de hockey ; son frère cadet Sidney Abel est joueur et entraîneur professionnel de 1938 à 1976.
Il joue dans les ligues juniors et se joint aux Bombers de Flin Flon en 1937. Une clavicule cassée l'empêche de remporter le championnat provincial en 1937-1938.
En 1946, il choisit de ne pas devenir professionnel et rejette les offres dans la Ligue nationale de hockey provenant des Red Wings de Détroit et des Maple Leafs de Toronto ou le Streatham IHC, en Angleterre. Il retourne à Melville pour se marier, fonder une famille et rejoindre ses frères Don et Lawrence dans l'exploitation d'une entreprise de transport, Abel's Cartage.
En 1950, George rejoint les Millionnaires de Melville. Il joue pour Melville jusqu'en 1952, acquérant une réputation provinciale de manieur de bâton exceptionnel et de buteur prolifique. Pendant un certain temps, il est joueur-entraîneur.
En 1952, il accepte une invitation à rejoindre les Mercurys d'Edmonton pour jouer avec l'équipe nationale aux Jeux olympiques de 1952 à Oslo. En juillet 1951, le président de l'Association canadienne de hockey amateur, Doug Grimston, annonça que les Mercurys représenteront le Canada au hockey sur glace aux Jeux olympiques d'hiver de 1952. L'équipe parcourt l'Europe pendant trois mois, jouant une cinquantaine de matchs, où Abel gagne le surnom de « M. Production ». Lors des compétitions olympiques à Oslo, en Norvège, Abel dispute huit rencontres et marque six buts, il marque notamment le but vainqueur lors du dernier match, remportant ainsi la seule médaille d'or canadienne aux Jeux olympiques.
Il est mis à la retraite forcée en 1954 après un traumatisme crânien avec fracture. Abel est meilleur pointeur de la Saskatchewan Senior Hockey League à trois reprises et remporte quatre championnats avant de prendre sa retraite en 1956.
Abel continue à jouer au hockey, au baseball, au softball, au  curling et la pêche en tant que joueur ou entraîneur. Il prend sa retraite d'Abel's Cartage en 1971.
Abel est intronisé comme membre de l'équipe canadienne des Jeux Olympiques de 1952 au Temple de la renommée et musée des sports de l'Alberta en 1968, sur le plan individuel au Temple de la renommée des sports de la Saskatchewan en 1993, à celui des Mercurys d’Edmonton en 1952, en plus du Temple de la renommée olympique du Canada en 2002.